# Gallyas Ferenc
Gallyas Ferenc (1940-ig Glósz Ferenc;  Budapest, 1907. július 22. – Budapest, 1995. március 16.) tanár, újságíró, haditudósító, műfordító.

## Élete
Árvaházban nevelkedett erősen hazafias szellemben. Iskolái elvégzése után a makói református polgári iskola magyar-német szakos tanára volt. A Magyar Sajtókamara tagjaként Makón a helyi ellenzéki lapban (Makói Független Újság) publikált. 1942 nyarán tartalékos hadnagyként az 55-ös határvadász portyázó osztálynál szolgált, mikor egy minisztériumi felhívás nyomán jelentkezett haditudósítónak. 1942-1943 között volt haditudósító a II. magyar hadsereg IV. hadtestjéhez beosztott 3. haditudósító szakasz parancsnokaként. A Krónika – A 2. magyar hadsereg a Donnál dokumentumfilm sorozat 15. részében (Haditudósítás – Gallyas Ferenc címmel) az epizód teljes terjedelmében számolt be fronttapasztalatairól. Hadifogságba esett, ahonnan 1947-ben tért haza. Ezt követően tanított, lektorált, fordított. Az Magyar Távirati Iroda (MTI) osztályvezetője volt. Cikkei jelentek meg a legkülönbözőbb profilú folyóiratokban (Országos Polgári Iskolai Tanáregyesületi Közlöny, Harangzúgás, Köznevelés, ...)
Sajtó alá rendezte a 2. magyar hadsereg egykori hadtestparancsnoka, Stomm Marcel altábornagy emlékiratait (1990). Saját emlékiratai Hősi halálom után címmel 1987-ben jelentek meg.

## Művei
- Réti Ervin-Gyulai István-Földi Iván-Gallyas Ferenc-...: Újságolvasók évkönyve, Kossuth Könyvkiadó, Budapest, 1965, 336 oldal

- Gallyas Ferenc-Fülöp Géza: Mit kell tudni a világ sajtójáról?, Mit kell tudni sorozat, Kossuth Könyvkiadó, Budapest, 1972, 286 oldal

- Mit kell tudni a nemzetközi szervezetekről?, Mit kell tudni sorozat, Kossuth Könyvkiadó, Budapest, 1975, 169 oldal, ISBN 963-090-299-0

- Gallyas Ferenc-Vadász Ferenc-Zsolt Róbert-Vitray Tamás-...: Gyakorlati újságírás II., A magyar sajtó kiskönyvtára 12., Magyar Újságírók Országos Szövetsége, Budapest, 1975, 201 oldal benne Gallyas Ferenc: Az újságíró segédeszközei című fejezete

- Visszaemlékezés, 1979

- Hősi halálom után, Magvető Könyvkiadó, Budapest, Tények és tanúk sorozat, 1987, ISBN 963-14-1075-7

## Rövidebb írásai
- Elkésett haditudósítás, Hadtörténelmi Közlemények 1978. 2. szám
- Lábjegyzet egy tanulmányhoz, Kortárs, 1970. 3. szám
- Lehullának a gyarmati népek láncai, Köznevelés, Ifjúsági Lapkiadó Vállalat, Budapest, 1961.
- Ghana közoktatása és művelődése, Köznevelés, Ifjúsági Lapkiadó Vállalat, Budapest, 1961.
- A tanító gép, Köznevelés, Ifjúsági Lapkiadó Vállalat, Budapest, 1962
- Kibernetikus gépek az amerikai közoktatásban, Köznevelés, Ifjúsági Lapkiadó Vállalat, Budapest, 1962
- Futurológia és pedagógia, Köznevelés, Ifjúsági Lapkiadó Vállalat, Budapest, 1969
- Katonai eskü, hazaszeretet, hadifogság, Valóság, Hírlapkiadó Vállalat, Budapest, 1983. 6. szám

## Műfordításai
- I. A. Kairov: Pedagógia, Tankönyvkiadó, Budapest, 1953, 592 oldal (Egységes egyetemi tankönyv)
- Mihail Solohov: Új barázdát szánt az eke, fordította: Makay Imre, Gallyas Ferenc, ill. Csergezán Pál; Új Magyar Kiadó, Budapest, 1956, (Iskolai könyvtár)
- Vaszilij Grigorjevics Jan: A jégmezők lovagja, regényes életrajz, Móra, Budapest, 1958
- Ivan Antonovics Jefremov: Az Androméda-köd, fantasztikus regény (Туманность Андромеды, 1957), Móra, Budapest, 1960
- A. Sz. Makarenko neveléselméleti művei, 1-2.; szerk. Pataki Ferenc; Tankönyvkiadó, Budapest, 1965 (fordító többekkel)
- Georg Honigmann: Hearst, a sajtókirály, Kossuth, Budapest, 1974, 219 oldal
- Leonyid Iljics Brezsnyev: Az SZKP és a szovjet állam külpolitikája. Beszédek és cikkek, fordította: Gallyas Ferenc, Szabó Tamás, Zalai Edvin; Kossuth, Budapest, 1974
- Leonyid Iljics Brezsnyev: A gazdaságirányítás kérdései a fejlett szocialista társadalomban, fordította: Bacsi Lajos, Gallyas Ferenc; Kossuth, Budapest, 1977

## Dokumentumfilm
- Krónika – A 2. magyar hadsereg a Donnál 15. rész. Haditudósítás – Gallyas Ferenc, Mafilm Objektív Filmstúdió, Magyar Televízió, Budapest, 1982, rendezteː Sára Sándor